# Гізалкі (гміна)
Гміна Гізалкі (пол. Gmina Gizałki) — сільська гміна у північно-західній Польщі. Належить до Плешевського повіту Великопольського воєводства.
Станом на 31 грудня 2011 у гміні проживало 4685 осіб.

## Територія
Згідно з даними за 2007 рік площа гміни становила 108.56 км², у тому числі:
- орні землі: 50.00%
- ліси: 48.00%

Таким чином, площа гміни становить 15.25% площі повіту.

## Населення
Станом на 31 грудня 2011:
| Опис     | Загалом | Загалом | Чоловіки | Чоловіки | Жінки | Жінки |
| -------- | ------- | ------- | -------- | -------- | ----- | ----- |
| одиниця  | осіб    | %       | осіб     | %        | осіб  | %     |
| все      | 4685    | 100     | 2342     | 49.99    | 2343  | 50.01 |
| міське   | 0       | 100     | 0        |          | 0     |       |
| сільське | 4685    | 100     | 2342     | 49.99    | 2343  | 50.01 |

## Сусідні гміни
Гміна Гізалкі межує з такими гмінами: Гродзець, Жеркув, Заґурув, Пиздри, Хоч, Чермін.